# Honda S2000
Honda S2000 — легковий задньопривідний передньомоторний автомобіль з кузовом родстер з рівним розподілом ваги на задню і передню осі, вироблений компанією Honda. Виробляється з квітня 1999 року і приурочений до 50-річчя компанії як продовжувач серії родстерів S500, S600 і S800. У 2003 році родстер від Honda піддався рестайлінгу. Оснащується бензиновим двигуном 2,0 л потужністю 237 к. с. і 6-ступінчастою механічною коробкою передач.
У 2008 році випущена модифікація S2000 CR (Club Racer), орієнтована на трек. Відрізняється зменшеною вагою, настройкою шасі, знімним алюмінієвим дахом, кондиціонер і аудіосистема у списку опцій, запасне колесо замінено комплектом для ремонту проколів шин. 7 серпня 2009 виробництво S2000 було припинено, на честь цього Honda вирішила випустити спеціальну модифікацію автомобіля - Ultimate Edition.

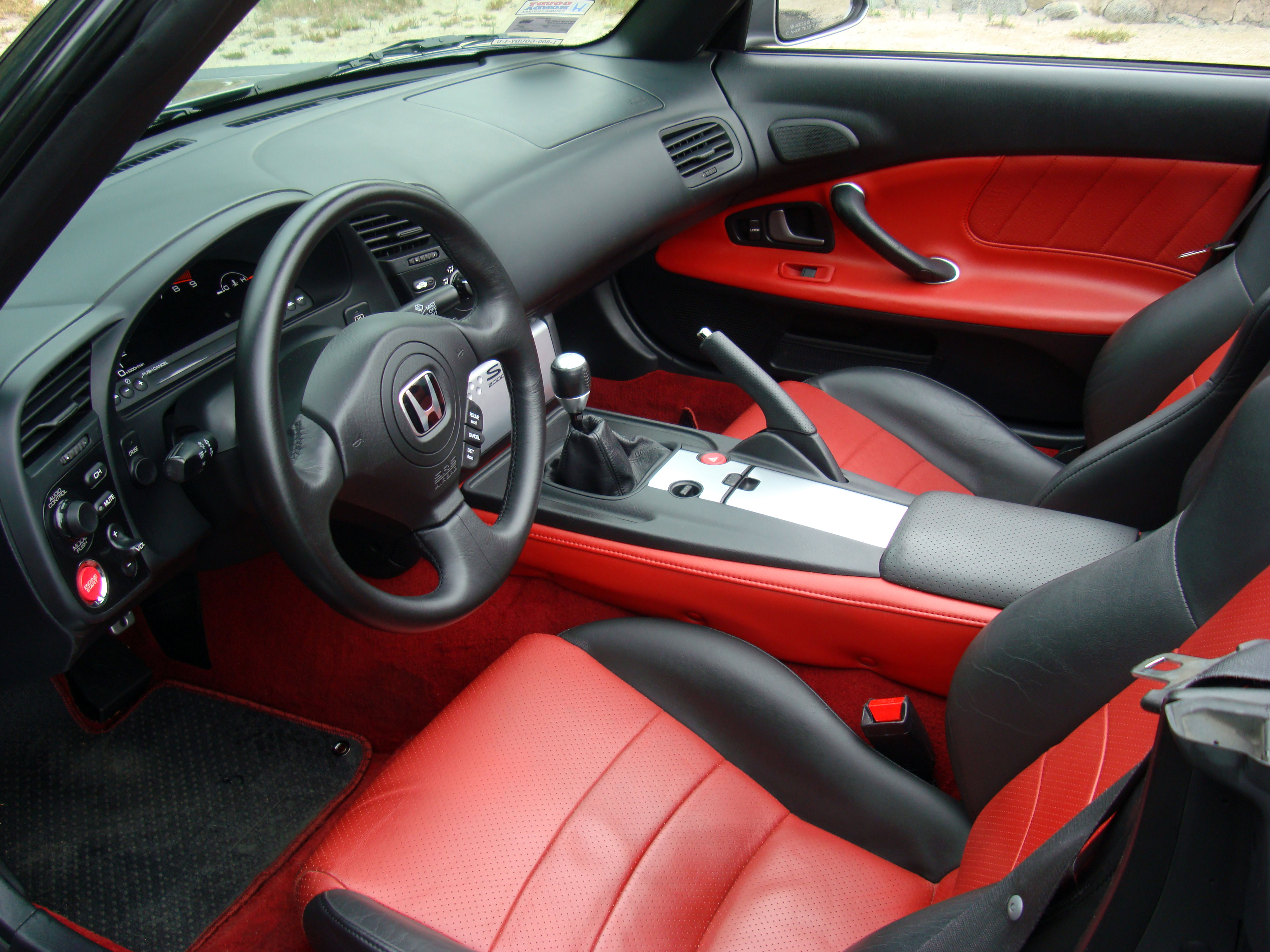

Кожен S2000 з заводу оснащувався: 2.2-літровим двигуном на 237 конячок, шестиступінчастою механічною коробкою передач, кондиціонером повітря, диференціалом з самоблокуванням, антиблокувальними гальмами на чотири колеса, заднім дифростером, іммобілайзером двигуна, ксеноновими головними фарами, дзеркалами  з електроприводом, AM/FM стерео з CD, XM супутниковим радіо, динаміками, вмонтованими у підголівники, шкіряними ковшеподібними сидіннями, круїз-контролем, вікнами з електроприводом, функцією дистанційного доступу та литими дисками коліс. У комплектації CR водій додатково отримував: змінний алюмінієвий дах, обвіси, додаткову систему зв’язку конструкції, ширші задні шини та «піковий індикатор харчування». Для зменшення ваги, кондиціонер повітря та стерео є опціями для цієї моделі. У випадку з автомобілями S2000 підійде вислів «що маю, то везу», так як опцій не передбачено в принципі. 

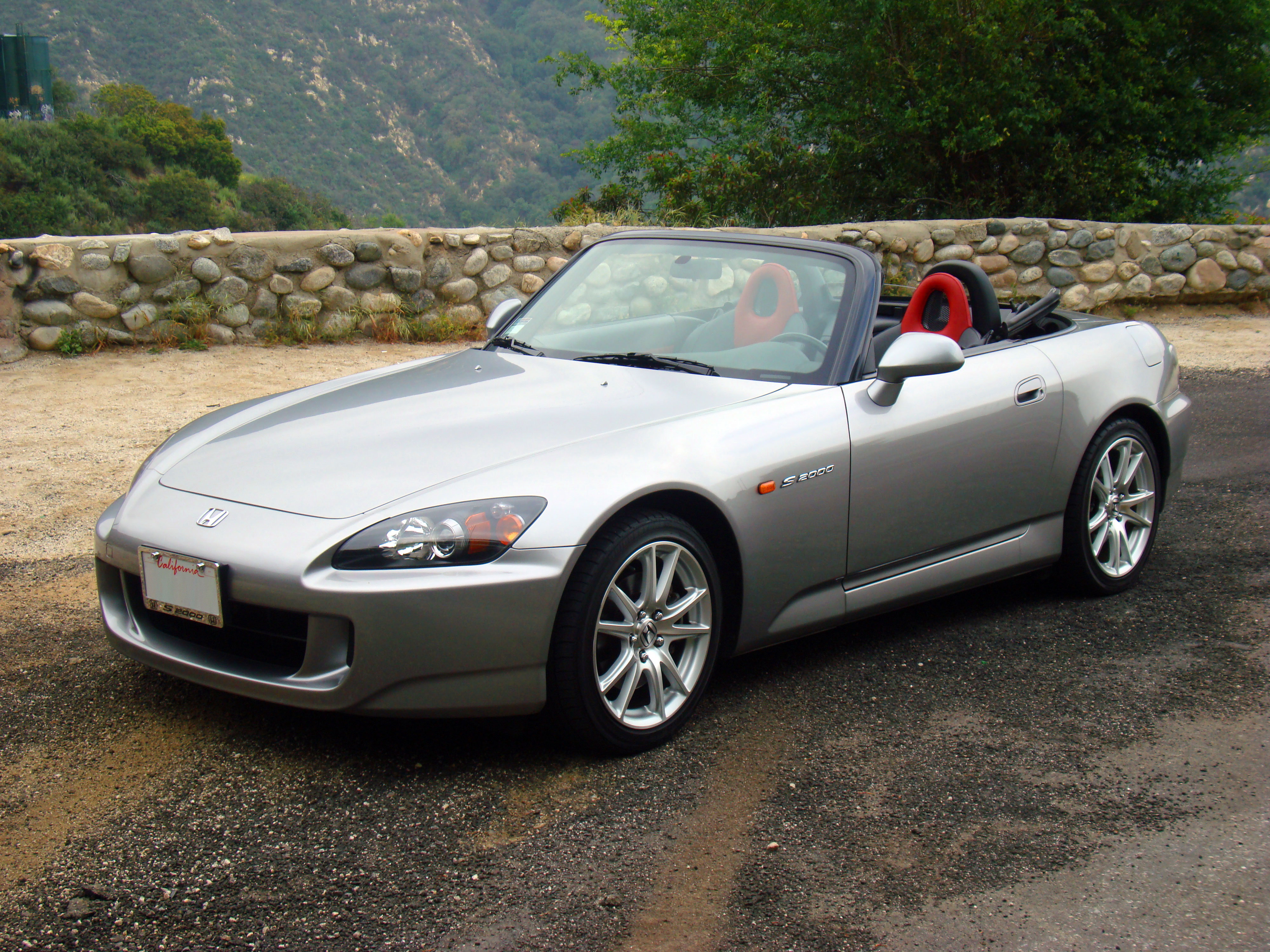
Honda S2000 (2004-2009)

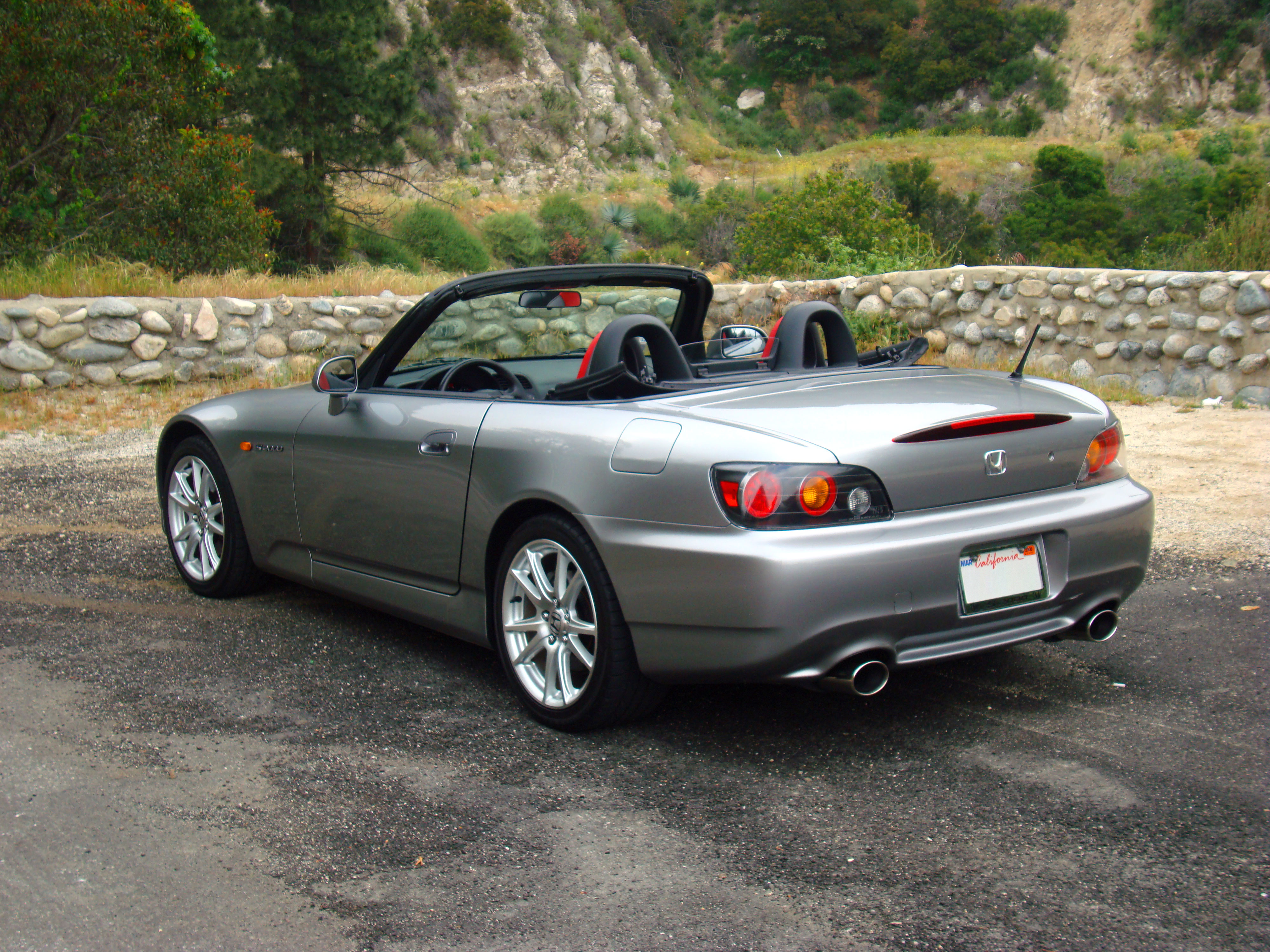
Honda S2000 (2004-2009)

## Двигуни
- 2,0 л F20C 16-клапанів DOHC VTEC 237-247 к.с. при 8300 об/хв 208-218 Нм при 7500 об/хв (1999-2009)
- 2,2 л F22C1 16-клапанів DOHC VTEC 237-239 к.с. при 7800 об/хв 220-221 Нм при 6800 об/хв (2004-2009)

## Продажі
| рік    | США    | Європа | Японія | Канада |
| ------ | ------ | ------ | ------ | ------ |
| 1999   | 3,400  | 1,179  | 7,209  | 332    |
| 2000   | 6,797  | 3,955  | 3,422  | 412    |
| 2001   | 9,682  | 2,197  | 1,913  | 401    |
| 2002   | 9,684  | 2,537  | 1,471  | 336    |
| 2003   | 7,888  | 2,095  | 961    | 238    |
| 2004   | 7,320  | 2,036  | 1,087  | 250    |
| 2005   | 7,780  | 1,795  | 981    | 212    |
| 2006   | 6,271  | 1,474  | 1,225  | 146    |
| 2007   | 4,302  | 1,116  | 997    | 123    |
| 2008   | 2,538  | 709    | 1,228  | 65     |
| 2009   | 795    | 680    | 1,122  | 49     |
| 2010*  | 85     | 20     | 42     | 21     |
| 2011*  | 5      |        |        |        |
| Всього | 66,547 | 19,793 | 21,658 | 2,585  |